# ناحیه کروچ جنوبی، شهرستان همیلتون، ایلینوی
ناحیه کروچ جنوبی (به انگلیسی: South Crouch Township) یک منطقهٔ مسکونی در ایالات متحده آمریکا است که در شهرستان همیلتون، ایلینوی واقع شده‌است. ناحیه کروچ جنوبی ۱۲۳ متر بالاتر از سطح دریا واقع شده‌است.